# Chersotis ponticola
Chersotis ponticola là một loài bướm đêm trong họ Noctuidae.